# Luke Dimech
Luke Anthony Dimech (La Valletta, 11 gennaio 1977) è un ex calciatore maltese, di ruolo difensore.